# Tylsen
Tylsen is een plaats en voormalige gemeente in de Duitse deelstaat Saksen-Anhalt, en maakt deel uit van de Landkreis Altmarkkreis Salzwedel.
Tylsen vormt samen met  Niephagen een Ortschaft van de gemeente Salzwedel. 
Tylsen ligt circa 10 kilometer ten zuidwesten van de stad Salzwedel. Op 2½ kilometer ten zuidwesten van Tylsen ligt de buurgemeente Wallstawe. Niephagen ligt 3 kilometer ten zuidoosten van Tylsen.
Tylsen zelf telde eind 2023 76 inwoners, in Niephagen woonden toen 35 mensen.
In het schilderachtige dorpje Tylsen hebben twee kastelen gestaan. In de 13e eeuw werd het Alte Schloss gebouwd, en in 1621 door een adellijke heer Von dem Knesebeck een nieuw woonkasteel in renaissancestijl. Van beide gebouwencomplexen zijn ruïnes overgebleven, die onder monumentenzorg staan. De tuin rondom het Neue Schloss is tot een klein bos verwilderd.
De evangelisch-lutherse dorpskerk van Tylsen is in haar kern middeleeuws, en werd in 1860 fors uitgebreid, onder andere met een nieuwe kerktoren.
Het gehucht Niephagen ontstond uit een voorwerk, vermoedelijk van het kasteel van Tylsen.

## Afbeeldingen

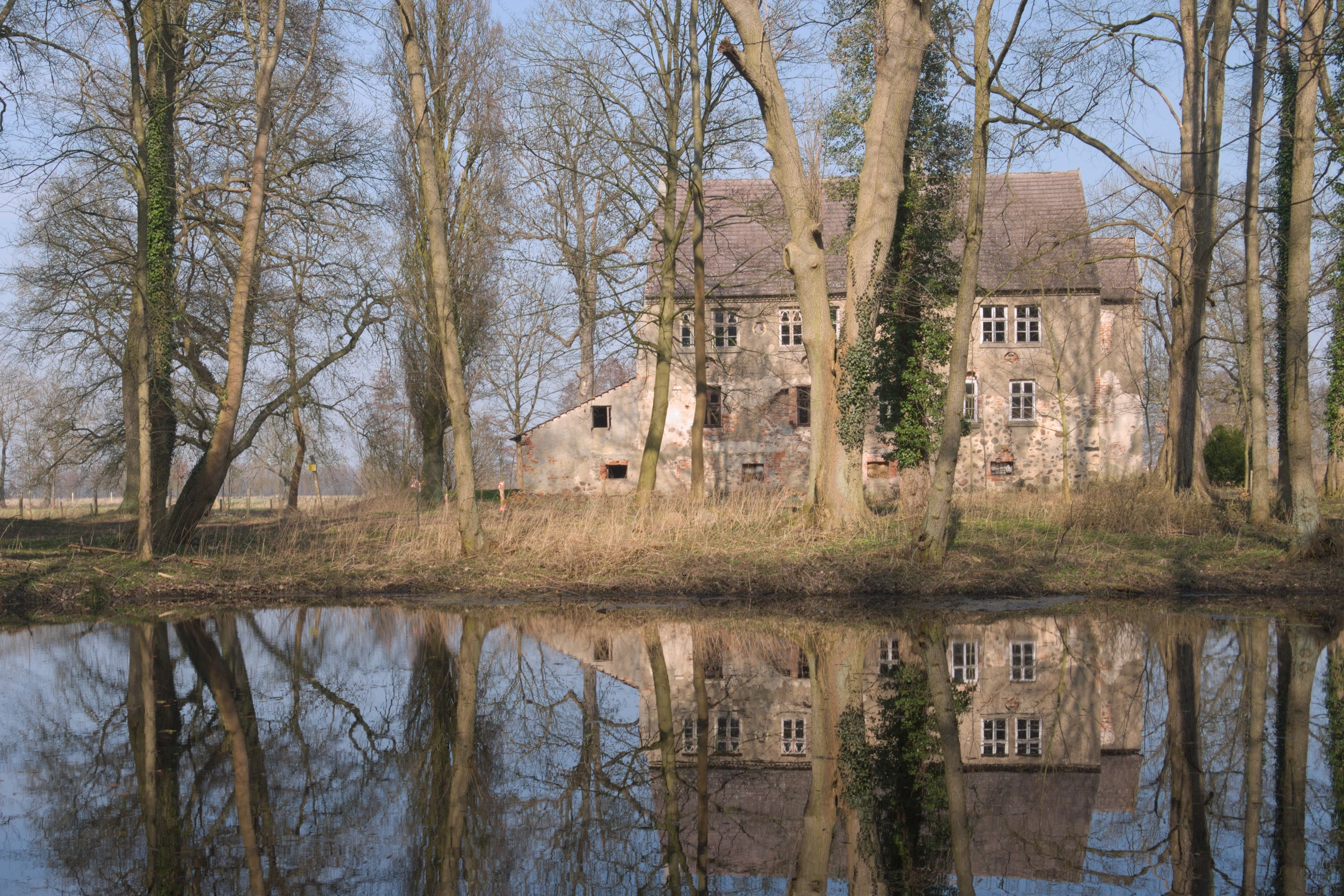
Kasteelruïne in Tylsen (Altes Schloss)
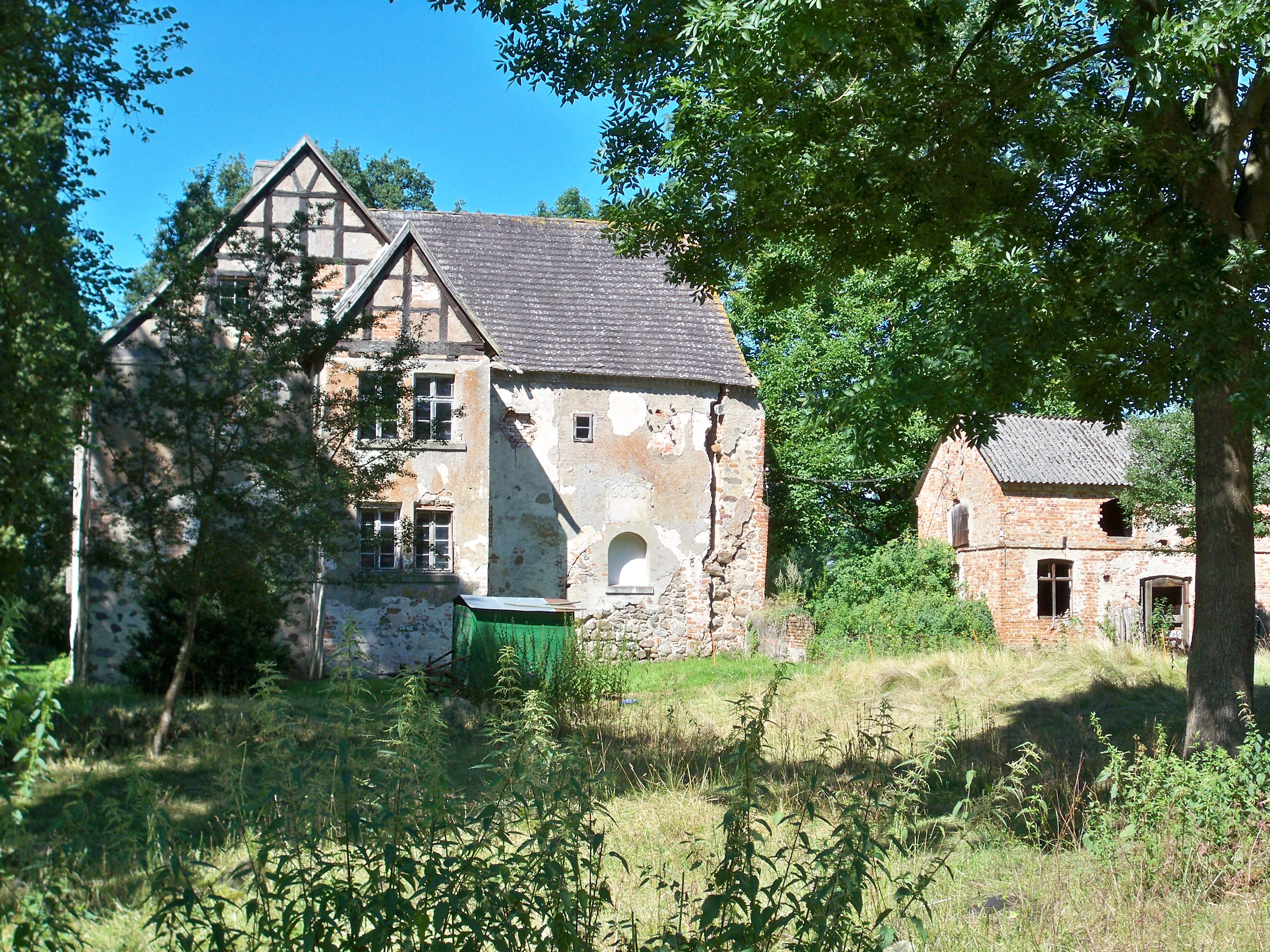
Idem, vanuit een andere hoek gefotografeerd
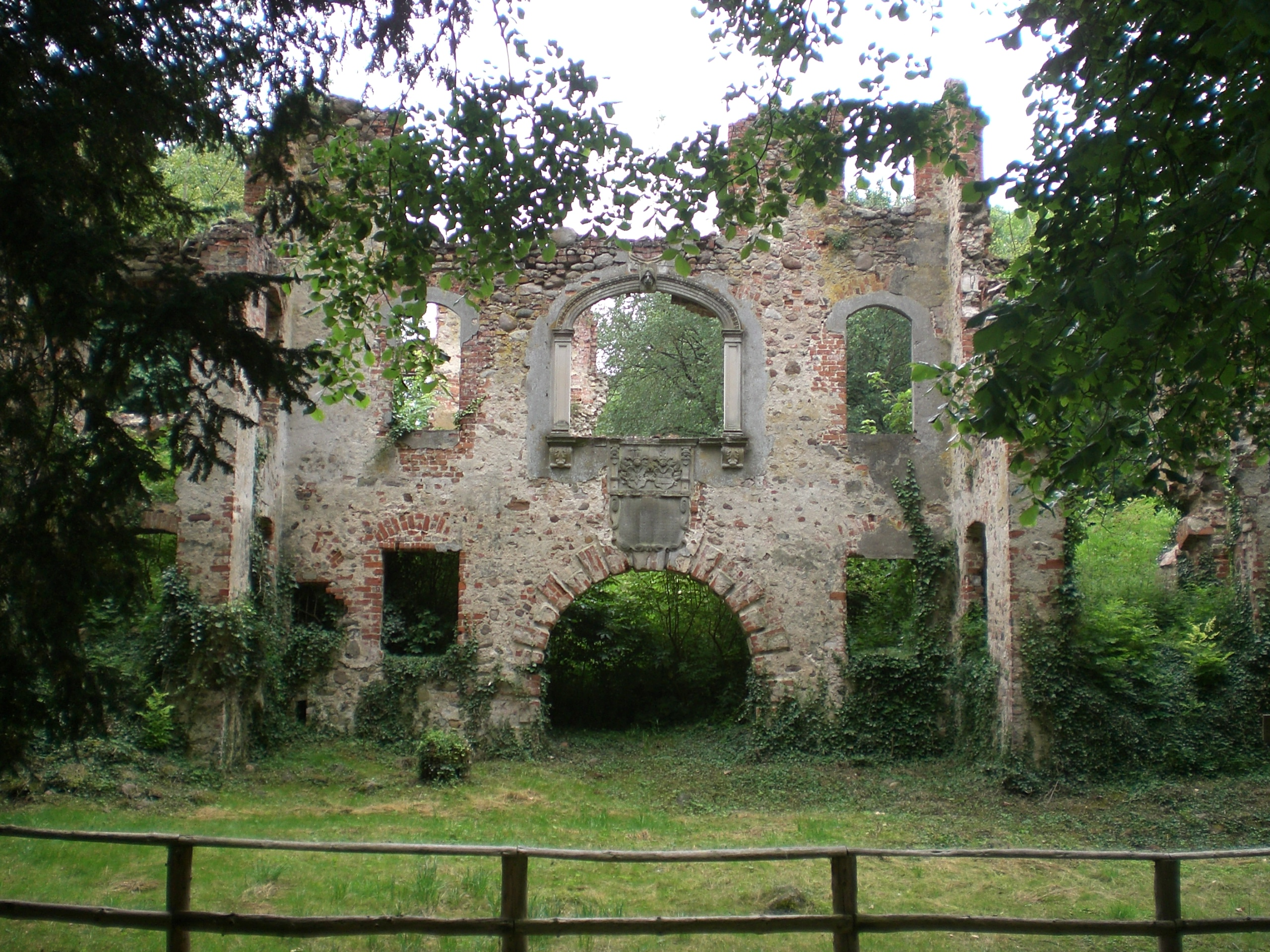
Kasteelruïne in Tylsen (Neues Schloss)
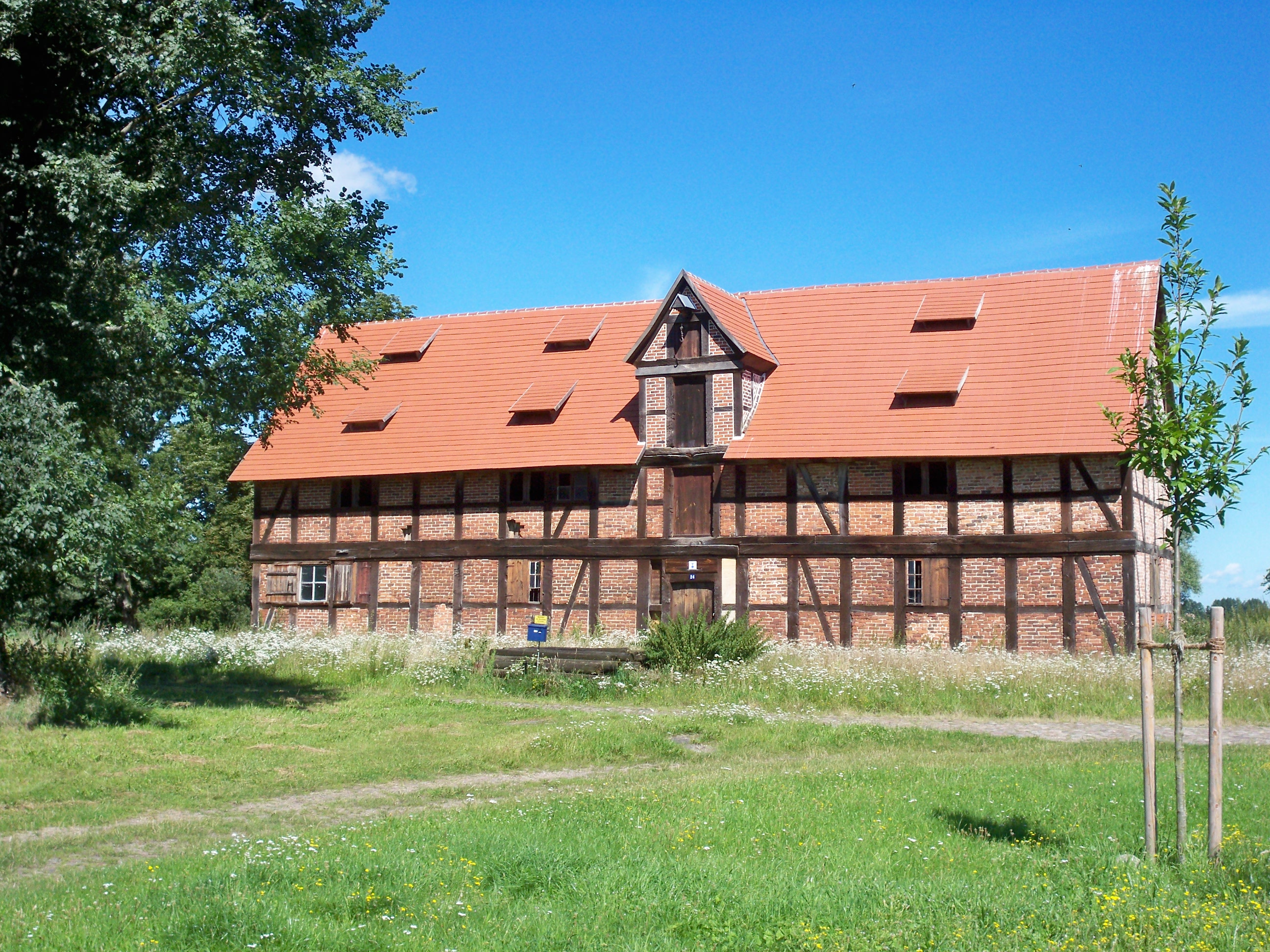
Spieker te Tylsen
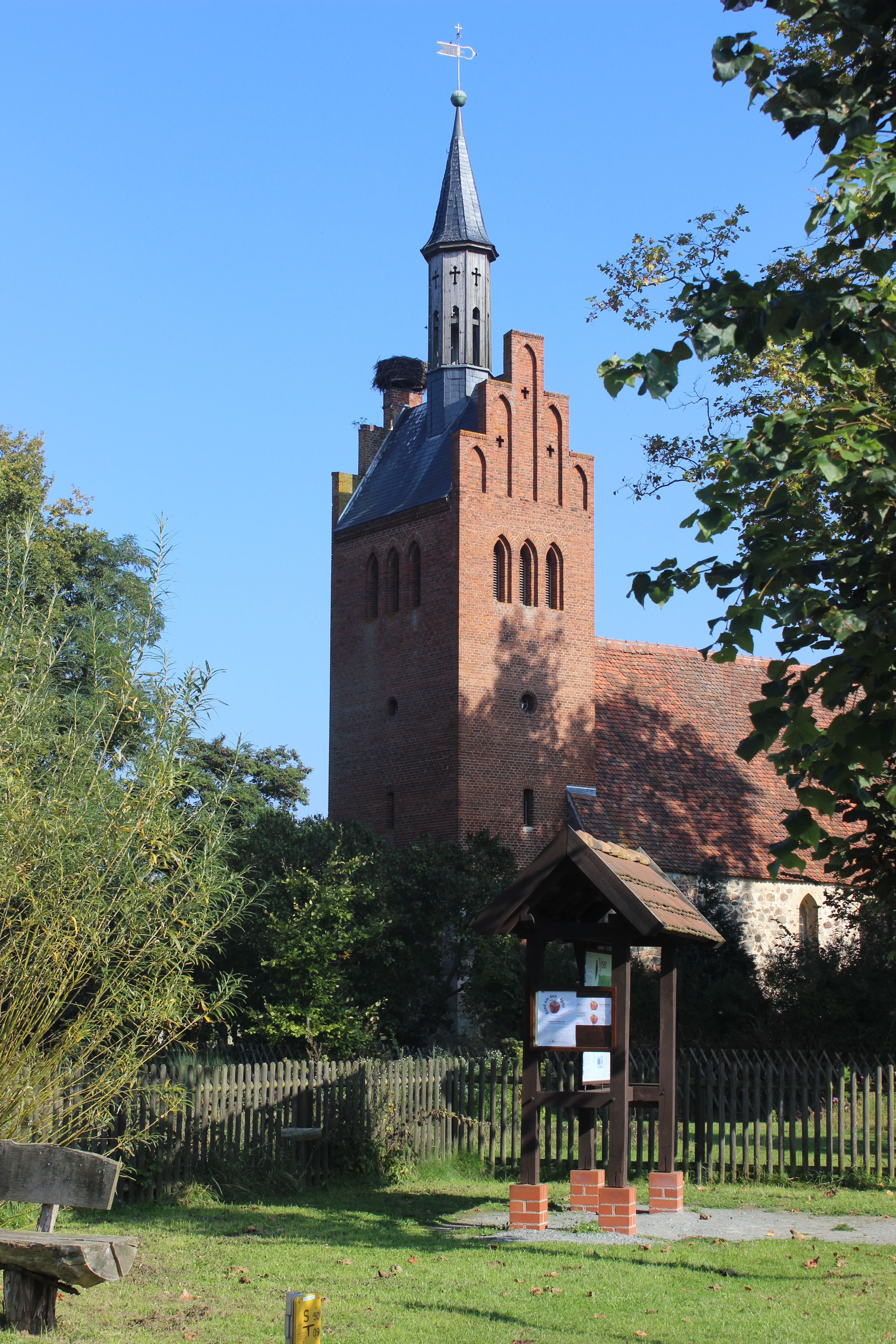
Dorpskerk van Tylsen
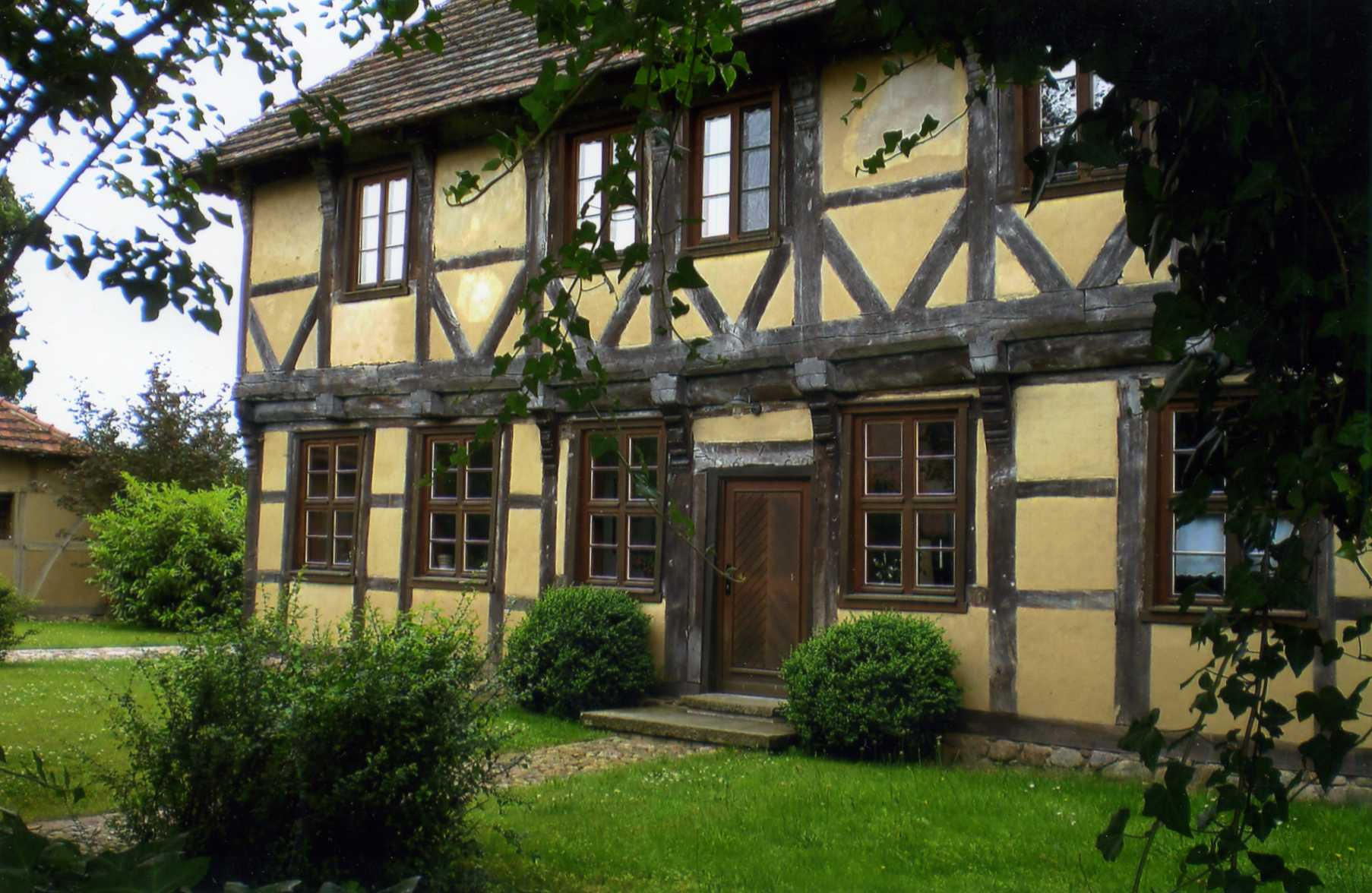
Pastorie van Tylsen, bouwjaar 1600
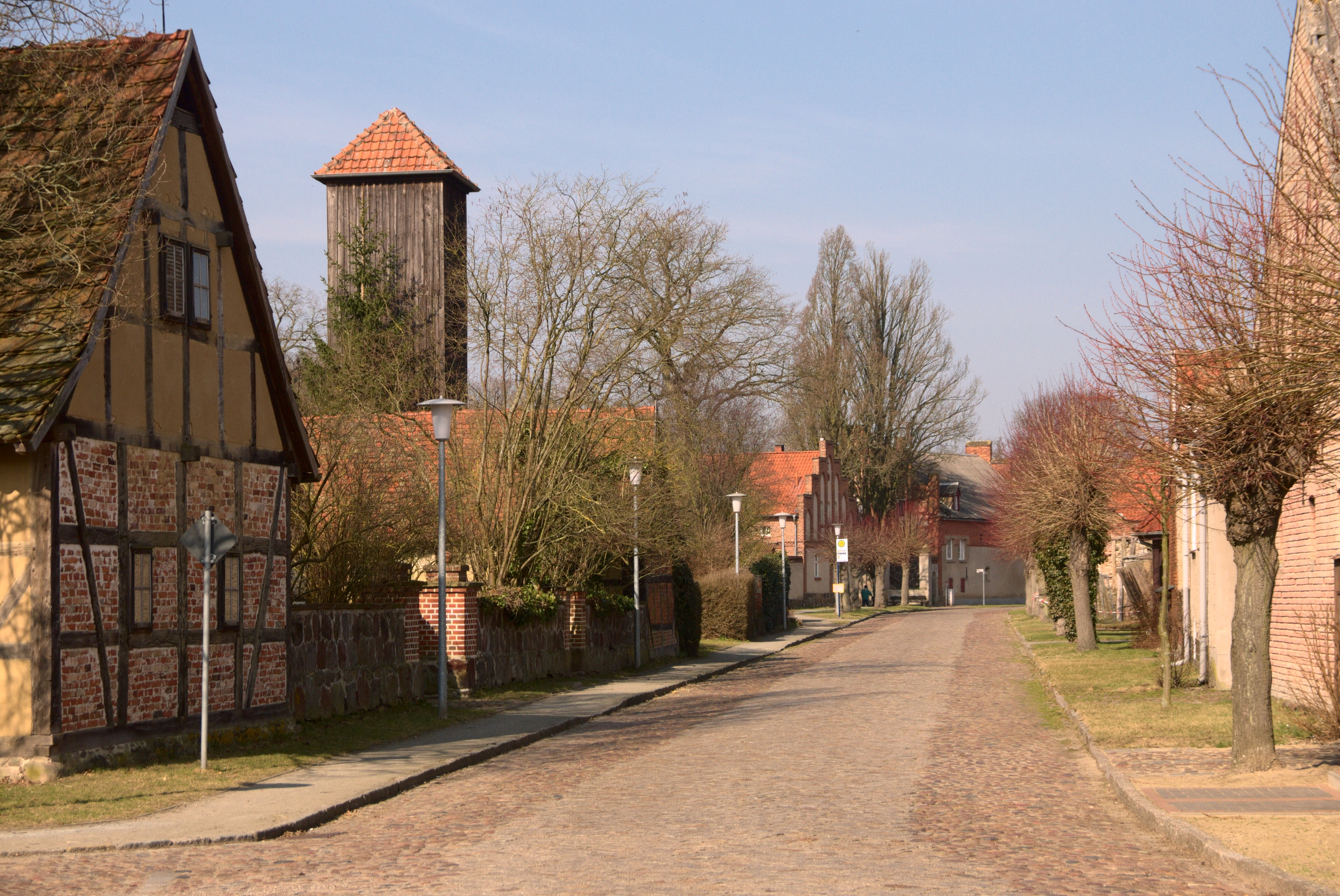
Straatje te Tylsen met vakwerkhuizen